# Hédé-Bazouges
Pour les articles homonymes, voir Hede (homonymie) et Bazouges (homonymie).
Hédé-Bazouges est une commune française qui est située dans le département d'Ille-et-Vilaine, en région Bretagne, peuplée de 2 273 habitants. Elle est issue de la fusion de deux communes, qui se nommaient Bazouges-sous-Hédé et Hédé jusqu'en 2011.

## Géographie

### Situation et accès
La petite ville de Hédé-Bazouges est située à vingt-quatre kilomètres au nord de Rennes, à l'intersection des routes allant à Saint-Malo et à Dol-de-Bretagne. Elle n'a qu'une étendue d'environ 23 hectares.

### Communes limitrophes
| Tinténiac        |               | Dingé  |
|                  | Hédé-Bazouges | Guipel |
| Saint-Symphorien | Vignoc        |        |

### Topographie
Hédé-Bazouges est placée sur un plateau de la chaîne des collines venant de Normandie et qui forment le commencement des petits reliefs de Bretagne. Elle se situe à la limite géographique du partage des eaux entre la Manche et l'océan Atlantique et domine d'environ quarante mètres une plaine qui se déroule au-dessous d'elle dans la direction de la mer.

### Cadre géologique

Carte géologique du Massif armoricain, avec au nord-est le batholite mancellien et ses nombreux plutons de granite cadomien (Lanhélin, Bécherel, Louvigné, Vire, Avranches…). Ce batholite dessine une ellipse de 150 km (d'Alençon à la Rance) sur 90 km (de Vitré à Vire).

Géomorphologiquement, Hédé est localisée dans le domaine nord armoricain, dans la partie orientale du Massif armoricain qui est le résultat de trois chaînes de montagne successives. Le site géologique de Hédé se situe plus précisément sur un massif granitique cadomien, pluton limité au sud et au nord par un bassin sédimentaire essentiellement briovérien. Ce massif de Hédé-Bécherel fait partie d'un ensemble plus vaste, le batholite mancellien, qui est le témoin le plus occidental des plutons mancelliens et flanque au Nord le synclinorium paléozoïque du Ménez—Bélair (partie centrale d'une unité plus vaste, le synclinorium médian armoricain). Le territoire hédéen est ainsi constitué d'un plateau de 130 mètres d'altitude moyenne, correspondant au massif granitique occidental (allongé est-ouest, de 30 km de long et 2 à 3 km de large) qui représente un des apex affleurants du batholite mancellien, et au Nord et au Sud, d'un plateau de 50 mètres d'altitude moyenne, correspondant à ce bassin sédimentaire.
L'histoire géologique de la région est marquée par la chaîne cadomienne. À la fin du Précambrien supérieur, les sédiments briovériens environnants sont fortement déformés, plissés et métamorphisés par le cycle cadomien. Cette chaîne montagneuse, qui devait culminer à environ 4 000 m, donne naissance à des massifs granitiques (batholite côtier nord-trégorrois, granite de Saint-Brieuc, immense batholite mancellien formé de nombreux plutons granitiques) produits par le surépaississement crustal. Ces intrusions vers 540 millions d'années, de magmas granitiques issus du vaste batholite mancellien, développent un métamorphisme de contact : le refroidissement des masses granitiques à des températures de l'ordre de 700 °C et à des profondeurs de l'ordre de 4 km dans l'écorce terrestre, font que les schistes briovériens, tendres et friables, sont transformés par « cuisson », variable selon la distance du massif granitique : intense et forte à proximité, cette cuisson donne les cornéennes, roches dures et compactes ; moindre et atténuée à quelques kilomètres du massif, elle donne des schistes tachetés (d'où une double auréole de cornéennes et de schistes tachetés dans le bassin sédimentaire). Ce thermométamorphisme développé par l'intrusion du granite a ainsi provoqué la cristallisation de minéraux nouveaux (biotite, andalousite), soulignant l'ancien litage sédimentaire. Ces deux roches magmatique (granite) et métamorphique (cornéenne, schiste tacheté) affleurent à la suite de longs processus d'érosion qui ont aplani les reliefs anciens,. Le vaste développement des roches thermométamorphiques montre que ce granite présente un « toit » plus ou moins parallèle à la surface topographique actuelle. Il est d'ailleurs probable que le massif de Hédé-Bécherel et de Dingé se relient en profondeur à celui de Lanhélin.
Pétrographiquement, le granite de Hédé-Bécherel représente une granodiorite quartzique à texture grenue, au grain moyen (minéraux de quartz, feldspath et mica noir de 2 à 3 millimètres), avec biotite, cordiérite altérée (en pinite) et un peu de pyrite disséminée ; le géologue y observe une fréquence de petites enclaves schisteuses du Briovérien métamorphique, ainsi que d'enclaves quartzeuses. Le cisaillement nord-armoricain affecte le granite de puissants filons quartzeux, en sus de la cataclase ou de la bréchification. L'arénisation de ce granite a vraisemblablement débuté au Pliocène,  sous l'action de climats tempérés chauds et humides, et se poursuit encore actuellement mais sous forme atténuée. La fraction fine de l'arène est principalement constituée de kaolinite.
Économiquement, l'exploitation des roches locales a donné lieu à l'existence de nombreuses carrières (granite pour moellons et pour arènes, filons quartzeux et cornéennes principalement pour l'empierrement). « Les aptitudes architectoniques médiocres du granite de Bécherel (teinte brunâtre peu agréable due à la météorisation, cataclase, fréquence des enclaves…) ont conduit souvent les bâtisseurs d'églises à faire appel, en sus, à d'autres roches, plus ou moins lointaines mais de meilleure qualité. C'est ainsi qu'ont été recherchés les granites du massif de Dingé (à nuance bleutée) et ceux du massif hercynien de Dinan (Le Hinglé, à grain moyen, très légèrement bleuâtre ; Brusvily, aux longs feldspaths blanchâtres ; Languédias, à grain fin, blanc-gris clair) ».
Touristiquement , les principaux aspects de la géologie du Nord de Rennes peuvent être abordés au cours de promenades géologiques qui permettent d'observer sur un espace réduit des roches d'âge et de nature différents, témoins de phénomènes géologiques d'ampleur (magmatisme, tectogenèse, érosion).

### Écologie
Du point de vue de la richesse de la flore, Hédé-Bazouges fait partie des communes du département possédant dans leurs différents biotopes le plus de taxons, soit 524 pour une moyenne communale de 348 taxons et un total départemental de 1 373 taxons (118 familles). On compte notamment 51 taxons à forte valeur patrimoniale (total de 207) ; 20 taxons protégés et 41 appartenant à la liste rouge du Massif armoricain (total départemental de 237).

### Hydrographie
Pour un article plus général, voir Réseau hydrographique d'Ille-et-Vilaine.
La commune est située dans le bassin Loire-Bretagne. Elle est drainée par le canal d'Ille et Rance, la Donac, le ruisseau de la Tronsonnière,,.
Le canal d'Ille-et-Rance est un canal, chenal et un cours d'eau naturel navigable, d'une longueur de 84 km, prend sa source dans la commune de Montreuil-sur-Ille et se jette  dans l'Ille à Saint-Grégoire, après avoir traversé 25 communes. 
La Donac, d'une longueur de 18 km, prend sa source dans la commune de Dingé et se jette  dans le Canal d'Ille-et-Rance  à Pleugueneuc, après avoir traversé sept communes. 

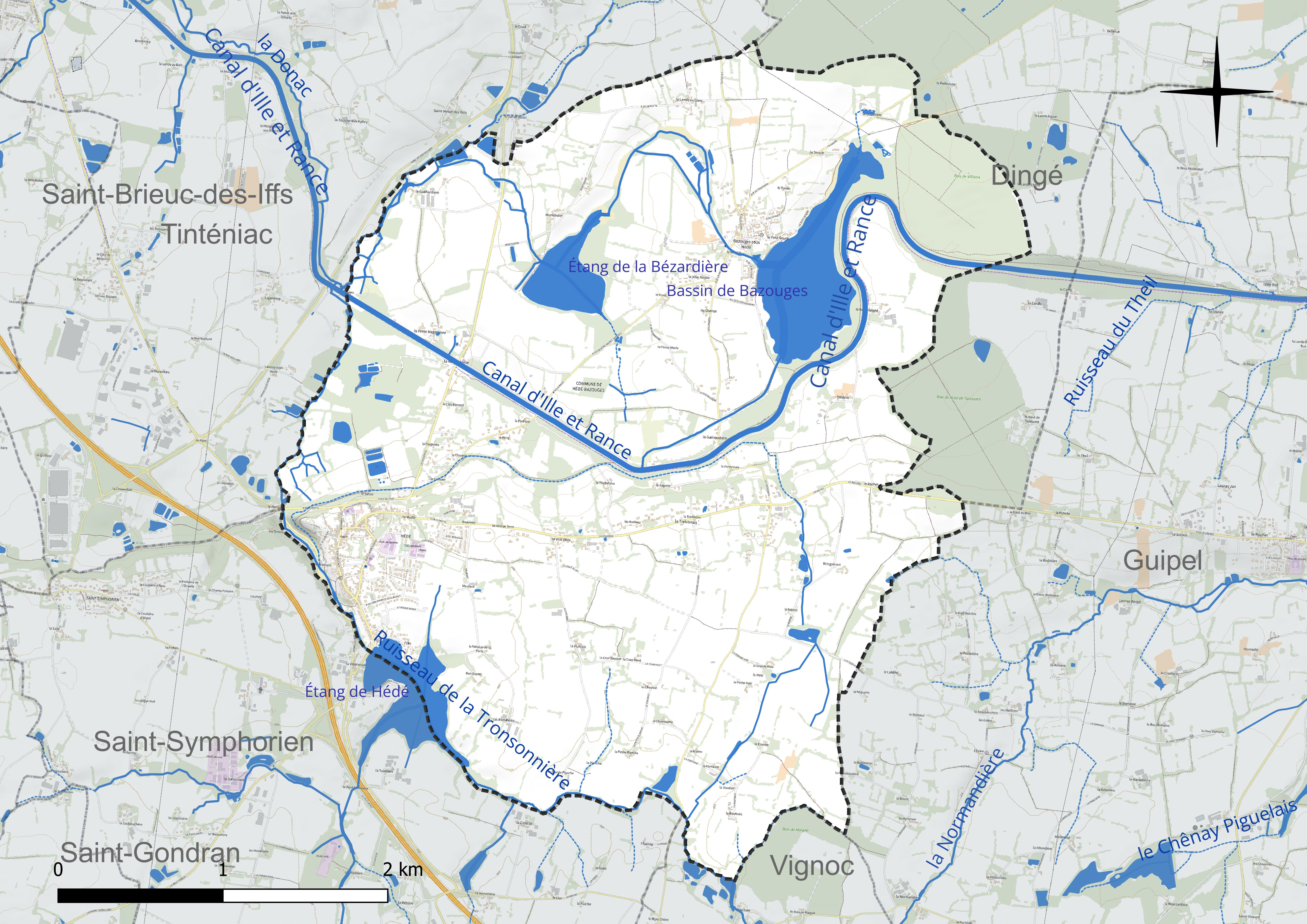
Réseau hydrographique de Hédé-Bazouges.

Quatre plans d'eau complètent le réseau hydrographique : le bassin de Bazouges (38,89 ha), l'étang de Hédé, d'une superficie totale de 22,8 ha (10,3 ha sur la commune), l'étang de la Bézardière (15,98 ha) et l'étang de la Douve (3,02 ha),.

### Climat
Pour des articles plus généraux, voir Climat de la Bretagne et Climat d'Ille-et-Vilaine.
En 2010, le climat de la commune est de type climat océanique franc, selon une étude du CNRS s'appuyant sur une série de données couvrant la période 1971-2000. En 2020, Météo-France publie une typologie des climats de la France métropolitaine dans laquelle la commune est exposée à un climat océanique et est dans la région climatique  Bretagne orientale et méridionale, Pays nantais, Vendée, caractérisée par une faible pluviométrie en été et une bonne insolation. Parallèlement l'observatoire de l'environnement en Bretagne publie en 2020 un zonage climatique de la région Bretagne, s'appuyant sur des données de Météo-France de 2009. La commune est, selon ce zonage, dans la zone « Intérieur Est  », avec des hivers frais, des étés chauds et des pluies modérées.  
Pour la période 1971-2000, la température annuelle moyenne est de 11,2 °C, avec une amplitude thermique annuelle de 12,8 °C. Le cumul annuel moyen de précipitations est de 764 mm, avec 12,6 jours de précipitations en janvier et 6,7 jours en juillet. Pour la période 1991-2020, la température moyenne annuelle observée sur la station météorologique la plus proche, située sur la commune de Feins à 13 km à vol d'oiseau, est de 11,9 °C et le cumul annuel moyen de précipitations est de 816,2 mm,. Pour l'avenir, les paramètres climatiques de la commune estimés pour 2050 selon différents scénarios d'émission de gaz à effet de serre sont consultables sur un site dédié publié par Météo-France en novembre 2022.

## Urbanisme

### Typologie
Au 1er janvier 2024, Hédé-Bazouges est catégorisée bourg rural, selon la nouvelle grille communale de densité à sept niveaux définie par l'Insee en 2022.
Elle est située hors unité urbaine. Par ailleurs la commune fait partie de l'aire d'attraction de Rennes, dont elle est une commune de la couronne,. Cette aire, qui regroupe 183 communes, est catégorisée dans les aires de 700 000 habitants ou plus (hors Paris),.

### Occupation des sols
L'occupation des sols de la commune, telle qu'elle ressort de la base de données européenne d'occupation biophysique des sols Corine Land Cover (CLC), est marquée par l'importance des territoires agricoles (82,7 % en 2018), en diminution par rapport à 1990 (84,6 %). La répartition détaillée en 2018 est la suivante : 
terres arables (36,9 %), prairies (30,8 %), zones agricoles hétérogènes (15 %), forêts (7,6 %), eaux continentales (5,3 %), zones urbanisées (4,4 %). L'évolution de l'occupation des sols de la commune et de ses infrastructures peut être observée sur les différentes représentations cartographiques du territoire : la carte de Cassini (XVIIIe siècle), la carte d'état-major (1820-1866) et les cartes ou photos aériennes de l'IGN pour la période actuelle (1950 à aujourd'hui).

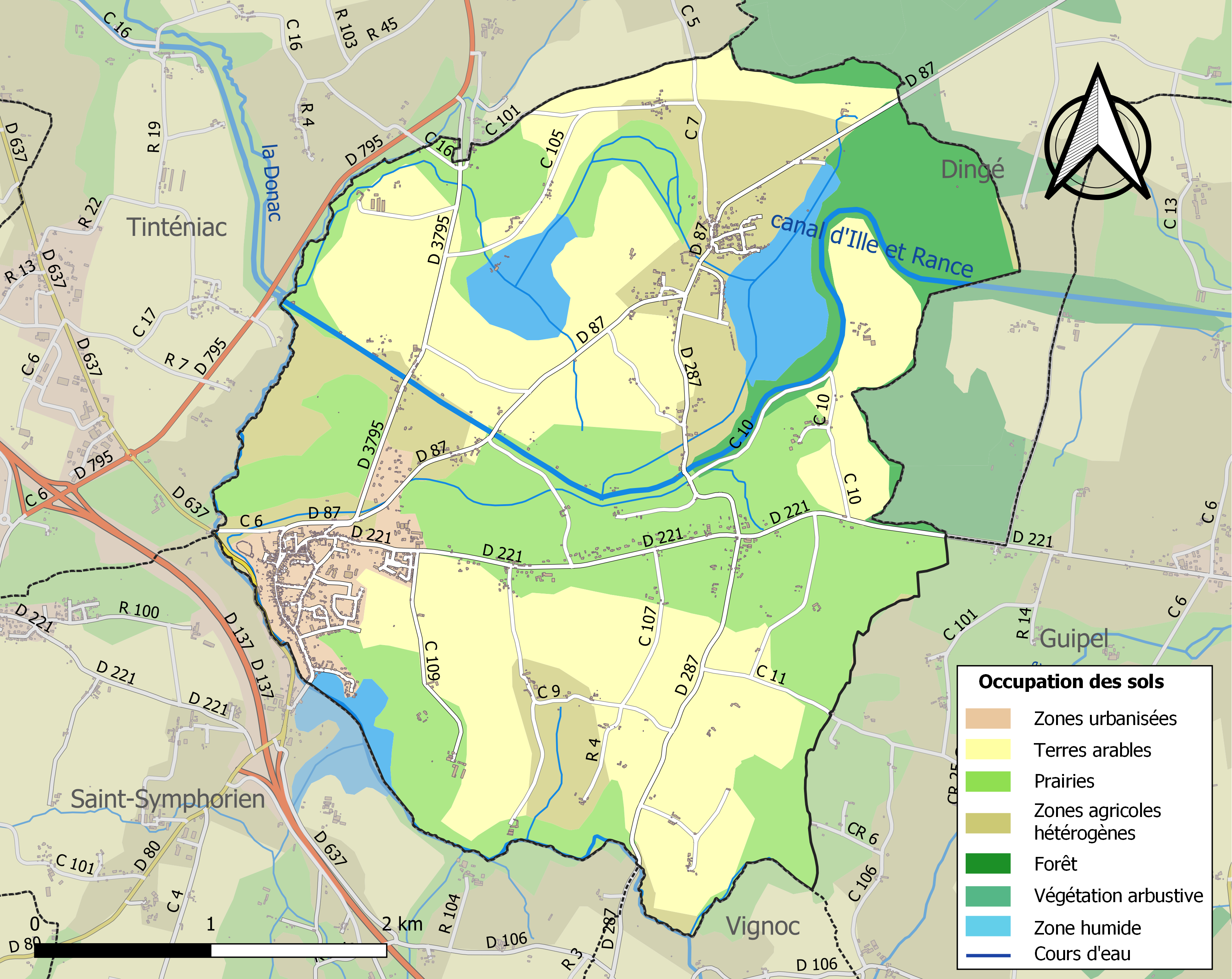
Carte des infrastructures et de l'occupation des sols de la commune en 2018 (CLC).

## Toponymie
Hédé : le nom est attesté sous les formes Hatduei (1085), de Castello Hadoico (1087), Castellum Hadoicum au XIe siècle, Hede (1265).
Hédé peut venir du vieux-breton Hadoe, hadoi signifiant brèche, passage ; il faut y voir un passage entre les massifs forestiers de Dingé et Romillé.
Le gentilé moderne est Hédéen.
Le toponyme Bazouges est dérivé du latin basilica, lieu de rencontre (marché, le plus souvent entre deux civitates ou deux pagi[réf. nécessaire])

## Histoire

### Héraldique
| Blason | Blasonnement : D'argent au chevron de sinople accompagné de trois mouchetures d'hermine de sable, au chef cousu aussi d'argent chargé de cinq mouchetures d'hermine de sable. |

### Premières occupations humaines
Hédé était très certainement peuplé, au nord et à l'est de la commune, à l'époque préhistorique. Les vestiges de cette époque sont :
- le tumulus près de l'étang de la Bézardière,
- l'alignement mégalithique de Brignerault.

À l'est de la commune, comme le confirment les dernières découvertes archéologiques de la Ville-Allée, se trouvait le village à l'époque romaine. Après la mise à sac de la Gaule et de l'Armorique par les Saxons au Ve siècle de notre ère, le siècle suivant fut celui du repeuplement de la Bretagne par les personnes fuyant l'invasion des Angles et des Saxons en Grande-Bretagne. Le clan des Haduc s'installa à cette période à Hédé, vers le lieu-dit de la Ville-Allée. Il contribua à enraciner définitivement une population, sur la commune. Le nom de Hédé vient donc de Haduc, du nom de ces Bretons.

### Moyen Âge
Au Moyen Âge, Hédé fut une place de guerre, le siège d'une cour ducale, puis royale. Treize paroisses relevaient de sa juridiction. Chef-lieu d'une subdélégation de l'intendance, Hédé possédait une communauté de ville et avait l'honneur de figurer parmi les quarante-deux villes de Bretagne qui avaient le droit d'envoyer des députés aux États de Bretagne pour prendre part, avec les deux ordres du clergé et de la noblesse, à la gestion des affaires de la province. Hédé eut donc sous l'Ancien Régime son heure d'importance et une situation prédominante sur les paroisses qui l'entouraient, jusqu'à la Révolution.

### Révolution française
À la Révolution, Hédé devint alors un chef-lieu de canton, et ne conserva que son important marché local. La commune accueille cependant favorablement, comme le reste du pays, la Révolution et ses avancées. L'organisation des fêtes révolutionnaires témoigne du maintien d'un sentiment favorable au nouveau régime, surtout après la fin de la Terreur :
- les victoires des armées républicaines sont fêtées, notamment la paix avec l'Autriche, principal ennemi de la France, en brumaire an VI[34] ;
- l'anniversaire de l'exécution de Louis XVI, accompagnée d'un serment de haine à la royauté et à l'anarchie, est fêté (à partir de 1795)[35] ;
- les autres fêtes républicaines sont célébrées comme la fête de la Reconnaissance. Peu suivie dans le département, c'est un échec à Hédé, dû à la fois à la date suivant le calendrier républicain et à la trop grande proximité de certaines fêtes (le 10 prairial[36]). D'autres fêtes comme la fête de l'Agriculture ne sont suivies que par une partie du corps municipal[37].

### LeXXesiècle

#### La Belle Époque
Le Journal officiel publie le 4 septembre 1909 un décret attribuant au bureau de bienfaisance de Hédé les biens placés sous séquestre et ayant appartenu à la fabrique de l'église.

#### L'après Seconde Guerre mondiale
En 1973, la commune, qui ne disposait pas de « campagne », s'est réunie avec les communes de Saint-Symphorien et Bazouges-sous-Hédé en fusion-association. En 2008, Saint-Symphorien est redevenue commune à part entière, et en 2009, les communes de Bazouges-sous-Hédé et Hédé ont été supprimées pour former la commune de Hédé-Bazouges,.

## Urbanisme et habitat

### Planification
La commune est dotée d'un plan local d'urbanisme.

### Habitat

#### Habitat écologique
Bazouges-sous-Hédé a construit un lotissement écologique, les Courtils. Le forum Habitat sain et économies d'énergies / La construction d'un habitat écologique y était organisé. Le magazine mensuel La Maison écologique y était également édité de 2006 à 2012 .

## Politique et administration

### Rattachements administratifs et électoraux
Hédé-Bazouges appartient à l'arrondissement de Saint-Malo depuis 2017 et au canton de Melesse depuis le redécoupage cantonal de 2014. Avant cette date, elle faisait partie du canton de Hédé, dont elle était le chef-lieu.
Pour l'élection des députés, la commune fait partie depuis 1986 de la deuxième circonscription d'Ille-et-Vilaine, représentée depuis juillet 2024 par Tristan Lahais (G·s-NFP). Auparavant, elle a successivement appartenu à la circonscription de Rennes (Second Empire), la 2e circonscription de Rennes (1876-1919), la 1re circonscription de Rennes (1928-1940) et la 1re circonscription (1958-1986).

### Intercommunalité
Depuis le 6 décembre 1995, Hédé-Bazouges appartient à la communauté de communes Bretagne Romantique.

### Administration municipale
Le nombre d'habitants au dernier recensement étant compris entre 1 500 et 2 499, le nombre de membres du conseil municipal est de 19.

### Liste des maires

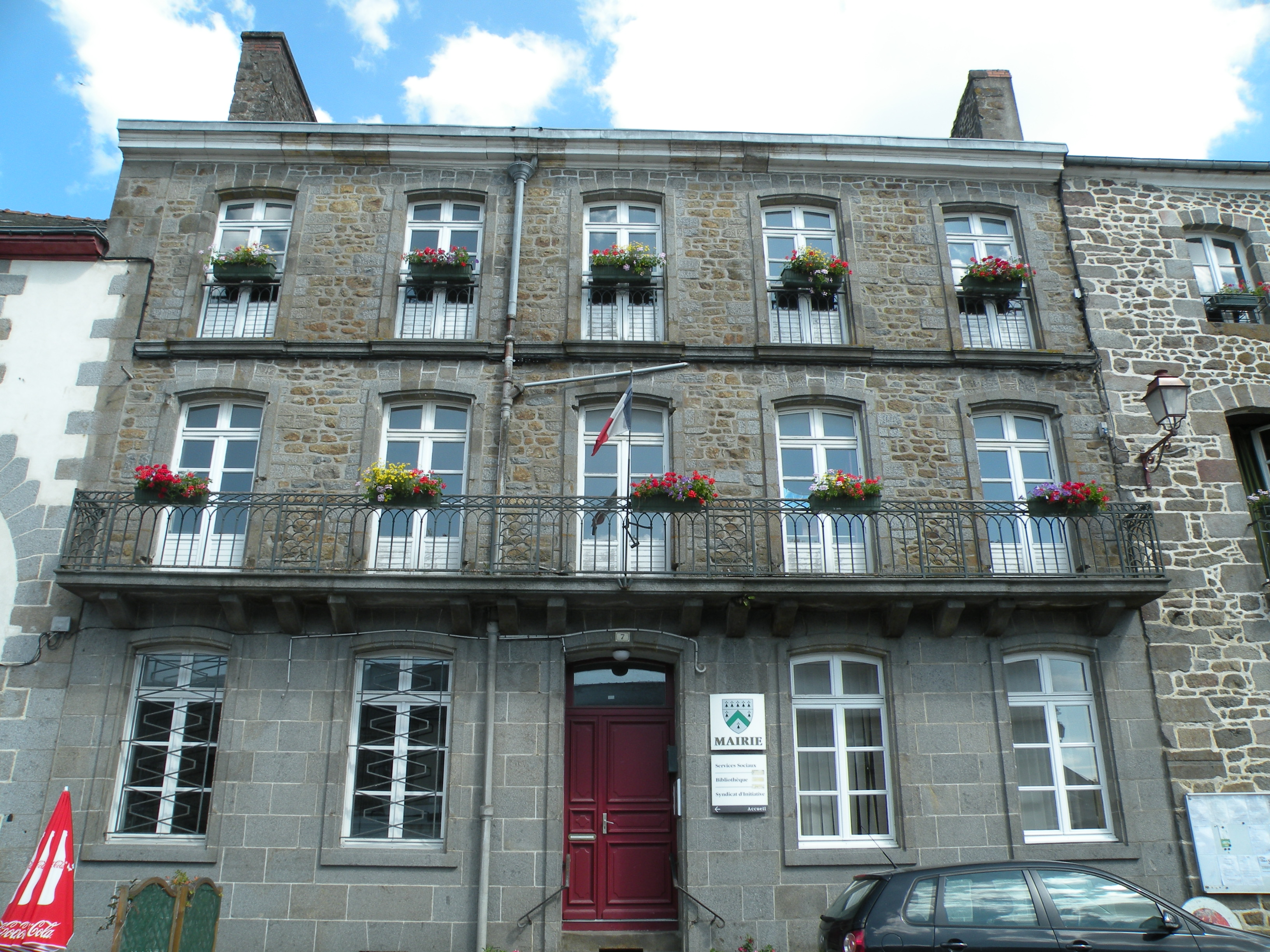
La mairie.

| Période                                  | Période                        | Identité                          | Étiquette    | Qualité                                                                        |
| ---------------------------------------- | ------------------------------ | --------------------------------- | ------------ | ------------------------------------------------------------------------------ |
| Les données manquantes sont à compléter. |                                |                                   |              |                                                                                |
| 1890                                     |                                | Jean Auguste Allain des Beauvais  | Conservateur | Commissaire priseur puis juge de paix Conseiller général de Hédé (1896 → 1919) |
| Les données manquantes sont à compléter. |                                |                                   |              |                                                                                |
| mai 1925                                 | juin 1942                      | Edmond Lesage                     |              | Ingénieur, chef d'escadron d'artillerie                                        |
| 1942                                     | 1945                           | Gaston Sommier                    |              |                                                                                |
| 1945                                     | 1947                           | Jean Trotoux                      | SFIO         |                                                                                |
| 1947                                     | mars 1968 (démission)          | Jean Rozé                         | MRP puis DVD | Médecin Conseiller général de Hédé (1961 → 1973)                               |
| mars 1968                                | mars 1989                      | Pierre Barenton, (1927-2014)      |              | Notaire Président du SIVOM du canton de Hédé (1976 → 1989)                     |
| mars 1989                                | mars 2001                      | Gilles Dudognon                   |              | Directeur d'agence d'assurance                                                 |
| mars 2001                                | avril 2005 (démission)         | Roger Lelièvre                    | DVD          | Dirigeant d'une entreprise de bâtiment                                         |
| juin 2005                                | mars 2014                      | Janine Feudé, (1946-2022)         | DVG          | Retraitée de l'enseignement Maire par intérim d'avril à juin 2005              |
| mars 2014                                | septembre 2021 (décès)         | Jean-Christophe Benis (1965-2021) | DVG          | Agriculteur 4e vice-président de la CC Bretagne Romantique (2020 → 2021)       |
| 8 octobre 2021                           | En cours (au 26 novembre 2021) | Isabelle Clément-Vitoria          | DVG          | Gérante d'un cabinet conseil, ancienne 1re adjointe                            |

| Période                                  | Période      | Identité        | Étiquette | Qualité                                     |
| ---------------------------------------- | ------------ | --------------- | --------- | ------------------------------------------- |
| Les données manquantes sont à compléter. |              |                 |           |                                             |
| ca. 1937                                 |              | Jean Chiloux    |           |                                             |
| mai 1953                                 | mars 1971    | Jean Differ     |           |                                             |
| mars 1971                                | juillet 1973 | Pierre Thébault |           | Agriculteur, maire délégué à partir de 1973 |

### Jumelages
| Ville | Ville     | Pays | Pays        | Période         |
| ----- | --------- | ---- | ----------- | --------------- |
|       | Badbergen |      | Allemagne   | depuis mai 1992 |
|       | Wortham   |      | Royaume-Uni | depuis mai 1991 |

Hédé-Bazouges est jumelée avec Badbergen (Basse-Saxe), commune allemande localisée dans le nord-ouest du pays à environ 70 km de Brême et avec Wortham (Comté de Suffolk), village anglais situé à une trentaine de kilomètres au nord d'Ipswich et à une centaine de kilomètres au nord-est de Londres.

## Démographie
L'évolution du nombre d'habitants est connue à travers les recensements de la population effectués dans la commune depuis 1793. Pour les communes de moins de 10 000 habitants, une enquête de recensement portant sur toute la population est réalisée tous les cinq ans, les populations de référence des années intermédiaires étant quant à elles estimées par interpolation ou extrapolation. Pour la commune, le premier recensement exhaustif entrant dans le cadre du nouveau dispositif a été réalisé en 2007.
En 2022, la commune comptait 2 273 habitants, en évolution de +3,08 % par rapport à 2016 (Ille-et-Vilaine : +5,46 %, France hors Mayotte : +2,11 %).
| 1793 | 1800 | 1806 | 1821 | 1831 | 1836 | 1841 | 1846 | 1851  |
| ---- | ---- | ---- | ---- | ---- | ---- | ---- | ---- | ----- |
| 705  | 685  | 763  | 695  | 824  | 840  | 888  | 937  | 1 002 |

| 1856 | 1861 | 1866 | 1872 | 1876 | 1881 | 1886 | 1891 | 1896 |
| ---- | ---- | ---- | ---- | ---- | ---- | ---- | ---- | ---- |
| 947  | 951  | 946  | 894  | 916  | 913  | 862  | 852  | 875  |

| 1901 | 1906 | 1911 | 1921 | 1926 | 1931 | 1936 | 1946 | 1954 |
| ---- | ---- | ---- | ---- | ---- | ---- | ---- | ---- | ---- |
| 775  | 770  | 763  | 653  | 675  | 605  | 671  | 694  | 674  |

| 1962 | 1968 | 1975  | 1982  | 1990  | 1999  | 2006  | 2007  | 2012  |
| ---- | ---- | ----- | ----- | ----- | ----- | ----- | ----- | ----- |
| 624  | 612  | 1 432 | 1 422 | 1 500 | 1 822 | 1 711 | 1 754 | 2 094 |

| 2017  | 2022  | - | - | - | - | - | - | - |
| ----- | ----- | - | - | - | - | - | - | - |
| 2 247 | 2 273 | - | - | - | - | - | - | - |

Évolution démographique de la commune de Hédé-Bazouges dans ses limites d'avant la scission de Saint-Symphorien :
| 1962  | 1968  | 1975  | 1982  | 1990  | 1999  |
| ----- | ----- | ----- | ----- | ----- | ----- |
| 1 560 | 1 555 | 1 432 | 1 422 | 1 500 | 1 822 |

Évolution démographique du territoire communal actuel :
| 1968  | 1975  | 1982  | 1990  | 1999  | 2006  | 2007  |
| ----- | ----- | ----- | ----- | ----- | ----- | ----- |
| 1 206 | 1 127 | 1 079 | 1 181 | 1 406 | 1 711 | 1 754 |

## Économie
Plusieurs restaurants sont installés sur la commune.
Pour faciliter les déplacements des habitants, notamment des plus jeunes et des aînés, deux voiturettes électriques sont disponibles à la location (50 centimes pour 30 minutes) en autopartage via l'application OpenFleet depuis 2024.

## Lieux et monuments

### Monuments historiques

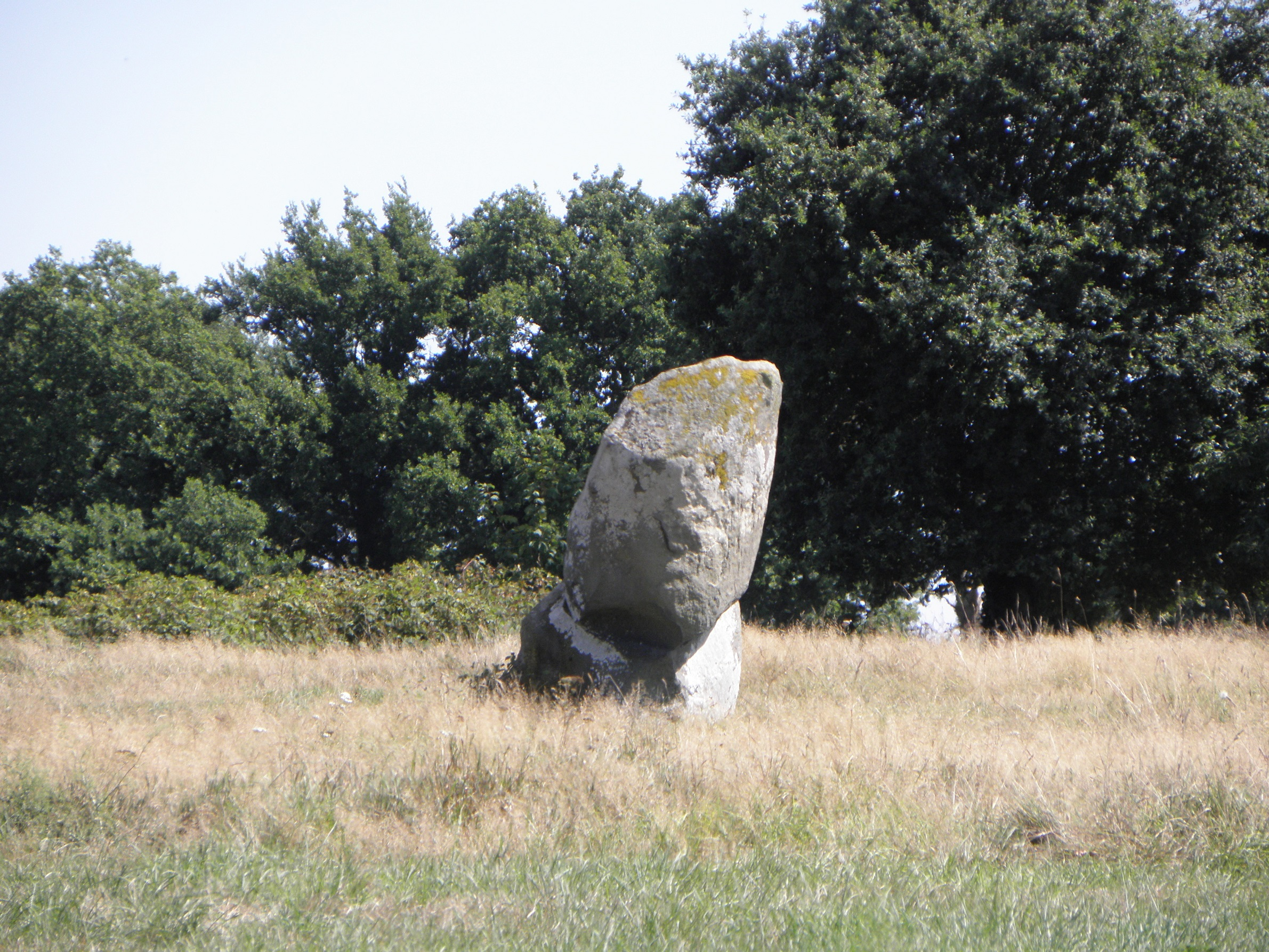
L'alignement de menhirs de Bringuerault.
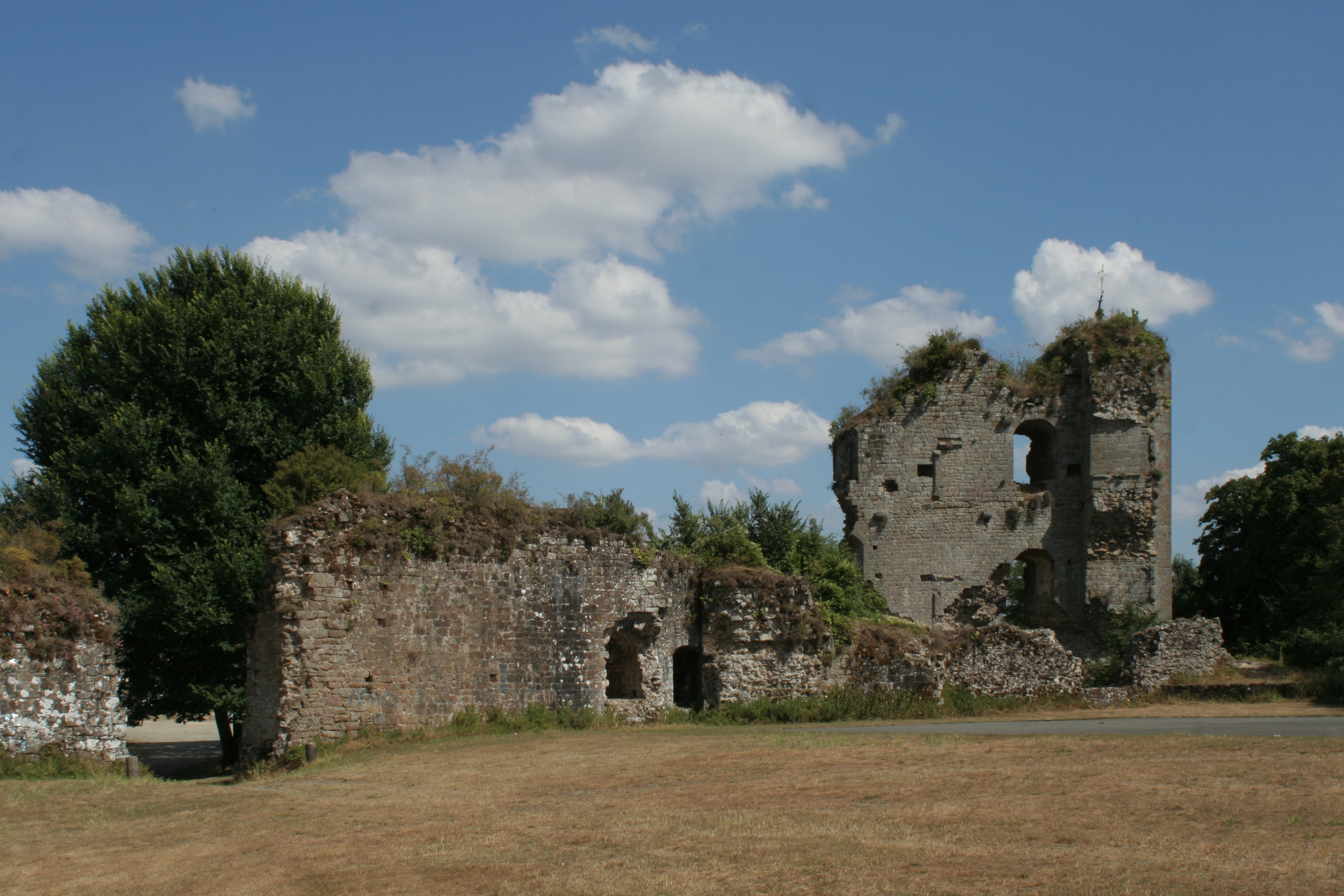
Les vestiges du château.
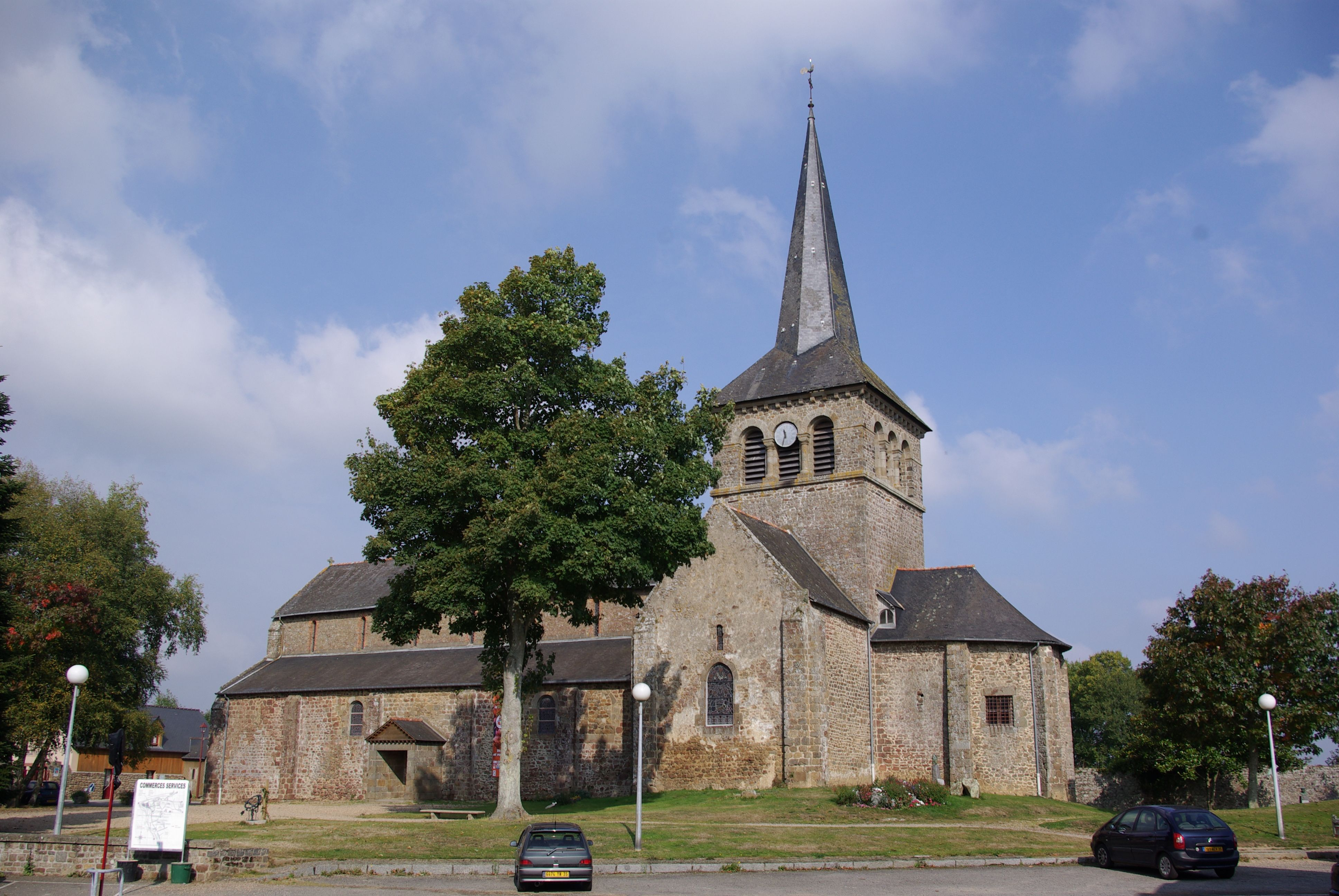
L'église Notre-Dame.

La commune compte trois monuments historiques :
- les vestiges du château de Hédé, édifié aux XIe et XIVe siècles, inscrits par arrêté du 14 octobre 1926[61] ;
- l'alignement de menhirs de Bringuerault, datant du Néolithique, inscrit par arrêté du 5 janvier 1971[62] ;
- l'église Notre-Dame de Hédé, construite à la fin du XIe ou au début du XIIe siècle, restaurée en 1864. Elle a été inscrite par arrêté du 26 octobre 2017[63].

### Autres monuments et sites

#### La ville close
Le duc François II de Bretagne, ordonna en 1464, d'enclore la ville de remparts mais on se contenta de l'entourer de douves au sud et à l'est, l'escarpement du rocher et le château la protégeant suffisamment des deux autres côtés. Ces douves partaient du donjon, traversaient la Grande-Rue à 25 mètres environ au sud de la place centrale, longeaient l'ancienne rue de la Fonderie, près de l'emplacement de la Maison Rouge et de l'ancien couvent des Ursulines, passaient à l'est de la rue du Chaussix, et atteignaient, au nord de l'église et de la ville les vallons des Guibarets. Ces douves furent ensuite abandonnées… Les ducs Jean IV de Bretagne et Jean V de Bretagne exemptèrent la ville de l'impôt des fouages. Hédé était une des 42 villes de Bretagne députant aux États de Bretagne.

#### Manoir de Téhel
le manoir de Téhel est un bon exemple de manoir à salle basse sous charpente. Une haute baie à meneau traverse et éclaire la grande salle du rez-de-chaussée.

#### Le canal d'Ille-et-Rance

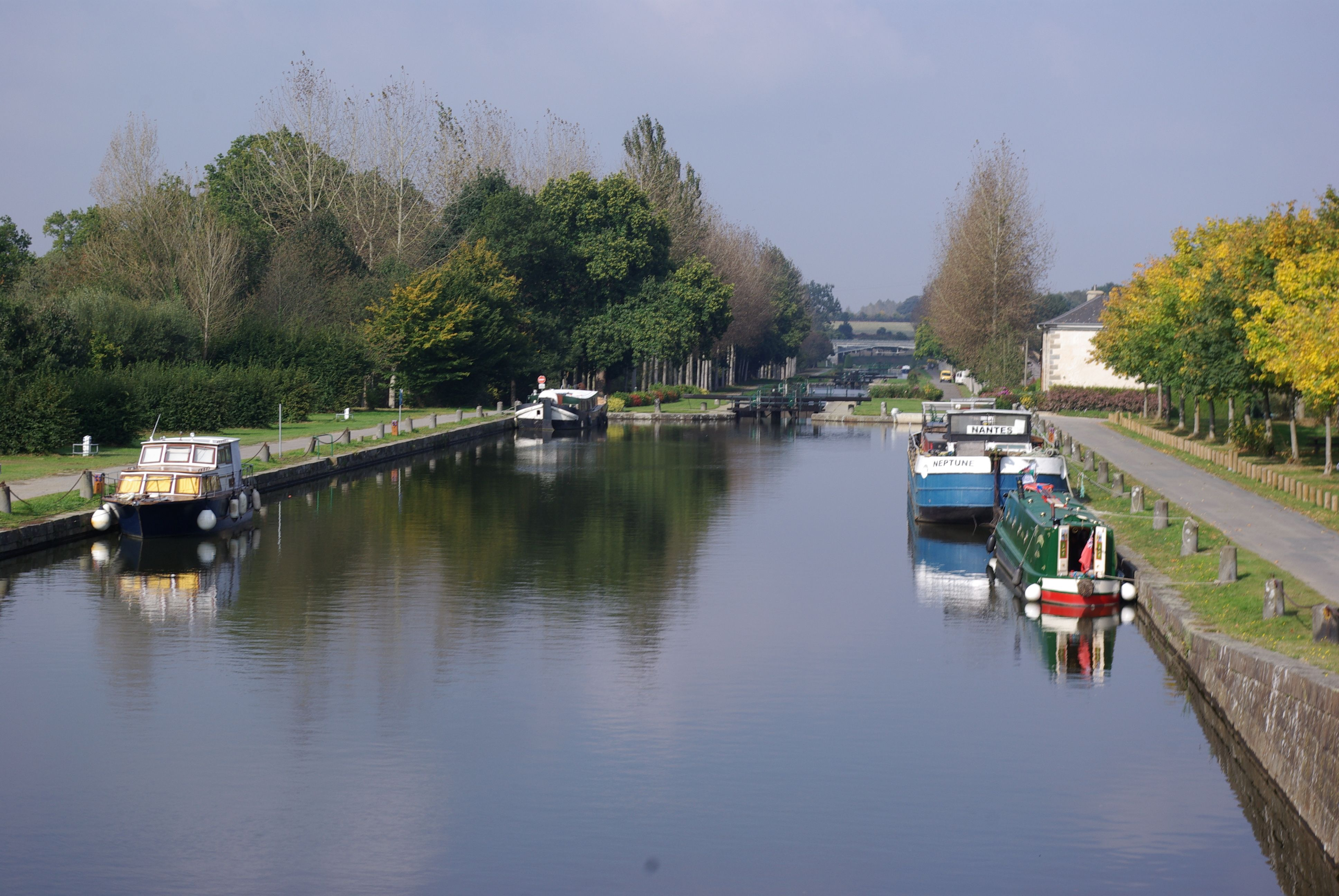
Le canal d'Ille-et-Rance à Hédé.

À Bazouges-sous-Hédé, se situe l'impressionnant alignement des onze écluses successives, séparées de seulement 200 à 300 mètres entre elles, assurant la transition du canal d'Ille-et-Rance de chaque côté des bassins versants de la Rance et de la Vilaine.
Ces écluses sont alimentées en eau par différents ouvrages comme des rigoles (dont une canalisée) provenant de plusieurs étangs environnants (dont le plus important est situé aussi dans la commune) dans lesquels se déversent tout un réseau de fossés et de petites rivières. Ces ouvrages sont complétés d'un patrimoine architectural typique, anciennement construit pour les éclusiers et les constructeurs de l'ouvrage, ainsi que pour le soin des chevaux qui tiraient des challants sur les chemins de halage, avant l'arrivée des péniches motorisées.
Une association locale promeut les héritages naturels, architecturaux et culturels historiques relatifs au canal, à sa construction et aux divers travaux nécessaires à son entretien, ainsi qu'à la vie des mariniers et éclusiers qui ont vécu autour d'un canal aujourd'hui destiné à la navigation de plaisance (principalement au printemps et en été, hors des périodes d'entretien et de reconstitution des réserves en eau des étangs, qui alimentent les biefs) et au loisir des randonneurs et pêcheurs d'anguilles qui viennent profiter d'un environnement naturel unique et préservé, également inscrit au patrimoine national des forêts.

### Le théâtre de poche
Le théâtre de Poche est l'ancien bâtiment des halles. Elles furent construites en 1455 et démolies en 1752. Elles se trouvaient autrefois dans la partie nord de la place actuelle. Il y avait également à Hédé-Bazouges un marché au blé et un marché au fil.

### La fontaine de l'Écuellée
La fontaine se trouve dans les sous-bois couvrant les hauteurs de Saint-Symphorien, appelées Les Tertres. Au-dessus de cette fontaine se trouve la statue de Notre Dame placée par le propriétaire de ces lieux en 1866, il y place une première statue mais celle-ci disparait. En 1878, elle est remplacée en remerciement de la guérison d'un enfant qui ne marchait pas. La statue est à nouveau volée en 1886 et une nouvelle est offerte à la suite d'une autre guérison. Depuis ce temps, la fontaine de l'Écuellée est toujours un lieu de recueillement et de prières comme en témoignent les fleurs et les ex-voto qui l'ornent. Tous les ans, le 15 août, se déroule une messe en plein air qui rassemble les paroissiens fidèles à Notre-Dame des Tertres.

### Croix de Saint-Jean
Cette croix rappelle que les chevaliers de l'Ordre du Temple possédaient au XIe siècle un fief à Hédé, sur lequel se trouvait un hôpital des lépreux, transféré plus tard à la Madeleine à un kilomètre, au nord du village. La croix de Saint-Jean, au fût octogonal, est ornée d'un Christ fruste. Dans ce même quartier, la ruelle de l'Hôpital évoque l'emplacement de l'hôpital fondé au XVIIIe siècle pour accueillir les pauvres et les malades, sans ressources. En 1790, il est confisqué en tant que bien national.

### Jardin d'Amélie et Jules
Situé au cœur de l'ancienne commune de Hédé, ce parc totalisant 5 000 m2 est ouvert au public depuis le printemps 2021, notamment aux résidents de l'EHPAD voisin et aux élèves de l'école publique. Acheté par la ville en 2020 puis remis en l'état grâce au bénévolat local, ce jardin à la française commémore le couple Amélie et Jules Sarciaux, par décision du conseil du 18 juin 2020. Marchand de bois du no 1 place de la Mairie dont le jardin municipal était la dépendance, Jules Pierre Marie Sarciaux (1895-1953) est issu de cette famille de négociants en grains puis en bois, hédéenne depuis 1813. L'entrée du parc municipal se situe au no 10 rue du Chemin-Horain .

## Activité et manifestations
- Bazouges fait son cinéma, festival de cinéma[66].
- Jazz aux Écluses, festival de jazz[67].
- Bonus, festival de théâtre[68].
- Vini Circus, festival des vins naturels[69] qui se tenait tous les ans à la mi-avril (a lieu désormais à Guipel, commune voisine).

## Personnalités liées à la commune

### Alfred Anne-Duportal
Alfred Anne-Duportal est né dans la Grande-Rue (actuelle rue Jean-Boucher), à Hédé le 21 août 1837, fils d'Alfred Joseph, né en 1804, percepteur des contributions directes à Hédé (décédé à Hédé en 1852). Il épouse Marie-Thérèse Boscher des Ardillets le 1er octobre 1878, il aura trois enfants : Ludovic, Alfred-Charles et Marie.
En 1870, il est capitaine des gardes mobiles d'Ille-et-Vilaine. Il résidera ensuite à Saint-Brieuc, où il décèdera le 9 mars 1916, à l'âge de 79 ans.
Membre de la société archéologique d'Ille-et-Vilaine depuis 1863, il y œuvra pendant plus de cinquante ans, jusqu'en 1914. On retrouve, lors d'une séance en 1913, un bel hommage, de la part de ses collègues, pour ses 50 ans de travaux dans cette société savante. Il a publié entre 1885 et 1915, beaucoup de textes relatifs à ses travaux sur Hédé et sa région. Toute la matière historique concernant la ville de Hédé aura été traitée dans ses travaux : les origines, les châteaux, les Templiers, l'église, l'hôpital, le couvent, les écoles, la seigneurie… Les dernières découvertes archéologiques à la Ville-Allée ne feront que renforcer une partie de ses analyses.
En 2005, la ville a donné son nom à une des rues de la ville.

### André Chesnot
André Chesnot est né à Paris le 18 avril 1922. Une plaque est apposée sur la maison de ses parents à Hédé. Il a été décoré à titre posthume de la médaille de la Résistance, de la Médaille militaire et de la Croix de guerre avec palme. Jeune patriote engagé dans la résistance armée, sergent FTPF du groupe Victor-Hugo dont les activités se situaient en région parisienne (sabotages, déraillements de trains ennemis, attaques de convois allemands…).
Il a été arrêté le 23 octobre 1943, par la Brigade spéciale des Renseignements généraux de la préfecture de police de Paris, sur dénonciation d'un agent de la Gestapo infiltré dans les rangs de son organisation. Livré aux autorités allemandes quelques jours après son arrestation et emprisonné à la prison de Fresnes, il est resté quatre mois au secret le plus absolu, avant d'être fusillé le 7 mars 1944 au Mont-Valérien en même temps que quinze camarades. Extrait de ses derniers écrits : « Vous pouvez être assurés que je saurai me conduire en homme et en Français devant les fusils allemands ; tous mes camarades ont un moral aussi inébranlable que le mien ».
Depuis septembre 2003, son nom figure sur la cloche du Mont-Valérien qui comporte les 1 008 noms de résistants identifiés fusillés en ce lieu tragique.

### Jean Boucher

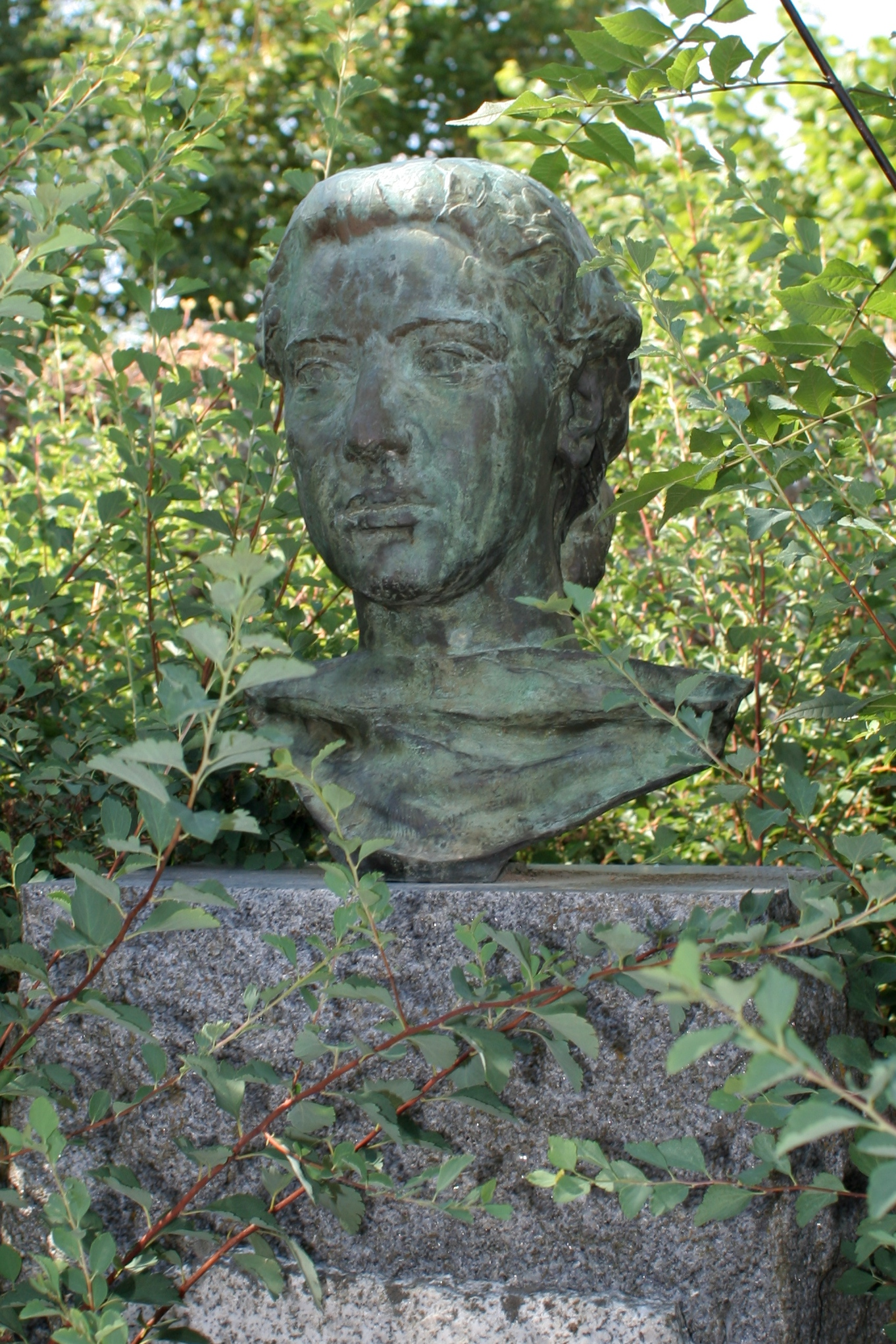
Statue de Jean Boucher sur la place de l'Église.

Jean Boucher est né à Cesson-Sévigné (35) le 20 novembre 1870. Remarqué jeune pour ses dessins, il suit l'École des beaux-arts de Rennes puis celle de Paris dans la section sculpture où il enseignera après la Première Guerre mondiale. Son temps est partagé entre Paris et Hédé où il possède un atelier. Membre de l'académie des beaux-arts en 1936, il meurt le 17 juin 1939 et est inhumé au cimetière de l'Est à Rennes. Le monument aux morts, la Marianne en bronze à la mairie ainsi qu'une sculpture en l'église sont ses sculptures conservées à Hédé.

### Pierre Pachet
Pierre Pachet, écrivain et journaliste, est enterré auprès de son épouse Soizic dans le cimetière de Hédé.